# محی‌الدین کبیری
محی‌الدین کبیری (به سریلیک: Муҳиддин Кабирӣ؛ نام اصلی: محی‌الدین طلااویچ کبیرف؛ ۲۰ ژوئیهٔ ۱۹۶۵) سیاستمدار مسلمان اهل تاجیکستان است. او از سال ۲۰۰۶ رهبر حزب نهضت اسلامی تاجیکستان و نمایندهٔ مجلس نمایندگان مجلس عالی جمهوری تاجیکستان است.
حزب او در سال ۲۰۱۵ در تاجیکستان غیرقانونی اعلام شد.

## آغاز زندگی
محی‌الدین کبیری در ۲۰ ژوئیه ۱۹۶۵ در ده قسم درّه ناحیه فیض‌آباد زاده شد. او در نوجوانی و جوانی نزد علمای معروف تاجیکستان، از جمله محمدشریف همت‌زاده علوم گوناگون اسلامی را آموخت. وی به زبان‌های عربی، انگلیسی و روسی تسلط دارد.

## تحصیلات
وی پس از دوران سربازی از ۱۹۸۳ تا ۱۹۸۵، بین سال‌های ۱۹۸۵ تا ۱۹۸۷ به عنوان اقتصاددان در ناحیهٔ فیض‌آباد مشغول به کار بود. در سال ۱۹۸۷ در بخش عربی دانشکدهٔ زبان‌های شرقی دانشگاه ملی تاجیکستان مشغول به تحصیل و در سال ۱۹۹۲ فارغ‌التحصیل شد. پس از آن به یمن رفت و بیش از یک سال در دانشگاه ملی یمن کارآموزی کرد.
محی‌الدین کبیری در سال ۱۹۹۳ وارد آکادمی دیپلماتیک وزارت امور خارجهٔ فدراسیون روسیه شد و در سال ۱۹۹۵ در رشتهٔ حقوق بین‌الملل دانش‌آموخته شد. او از سال ۱۹۹۵ تا سال ۱۹۹۷ در شهر مسکو، مدیریت مرکز فرهنگی سینا را بر عهده داشت.

## فعالیت سیاسی
محی‌الدین کبیری در سال ۱۹۹۷ به دوشنبه برگشت و در کمیسیون آشتی ملی، به عنوان دستیار سید عبدالله نوری، رئیس این کمیسیون فعالیت کرد. پس از پایان مأموریت کمیسیون آشتی ملی، مدتی دستیار رئیس حزب نهضت اسلامی تاجیکستان بود.
او در سال ۲۰۰۰ با پیشنهاد سید عبدالله نوری جانشین رئیس حزب نهضت اسلامی تاجیکستان شد. پس از درگذشت سید عبدالله نوری در اوت ۲۰۰۶، در سپتامبر همان سال، محی‌الدین کبیری در انجمن داخلی حزب به عنوان رئیس حزب انتخاب شد.
کبیری در سال ۲۰۰۵ یک تشکیلات مستقل ملی به نام مرکز «دیالوگ» را تأسیس کرد که مدتی به محل گردهمایی برای تحلیلگران اقتصادی و سیاسی تبدیل شده بود.

### نمایندگی در مجلس نمایندگان تاجیکستان
محی‌الدین کبیری در فوریهٔ ۲۰۰۵ از طرف حزب نهضت اسلامی تاجیکستان به عنوان نمایندهٔ مجلس نمایندگان مجلس عالی تاجیکستان انتخاب شد.
او در سپتامبر ۲۰۰۷ در انجمن داخلی حزب نهضت اسلامی تاجیکستان دوباره به مدت ۴ سال به عنوان رئیس حزب انتخاب شد. در انتخابات پارلمانی سال ۲۰۱۰ نیز بار دیگر وارد مجلس نمایندگان شد.
اما در انتخابات پارلمانی مارس ۲۰۱۵ بنا به گزارش کمیسیون انتخاباتی، حزب او نتوانست رأی بیاورد و به پارلمان راه نیافت. کبیری در نیمهٔ مارس ۲۰۱۵ برای درمان و شرکت در همایش و کنفرانس‌های بین‌المللی به خارج از تاجیکستان رفت.

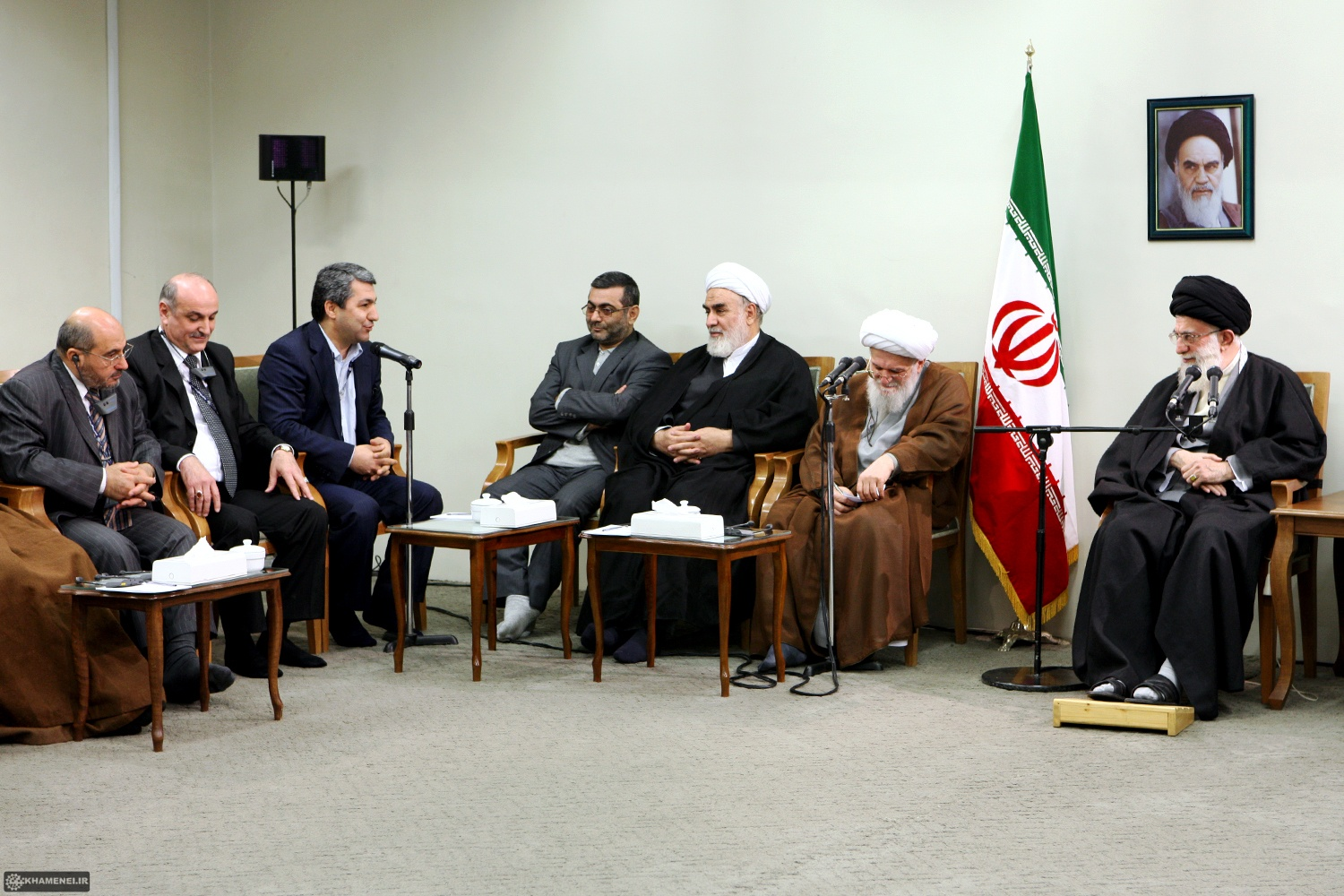
در دیدار با خامنه‌ای در حاشیه کنفرانس بین‌المللی وحدت اسلامی (۱ اسفند ۱۳۸۹)

## مهاجرت اجباری
در ژوئن ۲۰۱۵ رسانه‌های دولتی تاجیکستان او را به زمین‌فروشی متهم کردند و از بازشدن یک پروندهٔ جنایی علیه او خبر دادند. این آوازه‌ها کبیری را وادار کردند که مدتی دیگر بیرون از کشور بماند.

### حضور در کنفرانس وحدت در تهران
محی‌الدین کبیری پس از ممنوعیت حزب نهضت اسلامی تاجیکستان در سپتامبر ۲۰۱۵، در دی ۱۳۹۴ به بیست و نهمین کنفرانس بین‌المللی وحدت اسلامی در تهران دعوت شد و در کنار نمایندگان رسمی تاجیکستان قرار گرفت. او حتی با خامنه‌ای دیدار کرد. این دعوت باعث واکنش جدی دولت تاجیکستان شد. تاجیکستان مراتب ناراحتی خود را از این اقدام به سفیر ایران در تاجیکستان اعلام کرد. همچنین سعید مکرم عبدالقادرزاده، مفتی جمهوری تاجیکستان در نماز جمعه شهر دوشنبه دعوت از رئیس حزب نهضت اسلامی تاجیکستان جهت شرکت در کنفرانس وحدت اسلامی را بی‌احترامی به ملت و دولت تاجیکستان دانست.

### پروندهٔ جنایی
وی در سپتامبر ۲۰۱۵ به همکاری و هماهنگی با کودتای عبدالحلیم نظرزاده، معاون وقت وزیر دفاع تاجیکستان متهم شد. او به اتهام خیانت به وطن تحت تعقیب قرار گرفت و بسیاری از جمله دو تن از معاونان کبیری به حبس ابد محکوم شدند. وی در چند مصاحبه همه این اتهامات را رد کرد.

### تحت تعقیب اینترپل
در شهریور سال ۱۳۹۵ در پی تلاش وزارت کشور تاجیکستان برای تحت تعقیب قرار دادن محی‌الدین کبیری، وبگاه اینترپل، وی را در فهرست افراد تحت تعقیب به جرم تروریسم و سازماندهی تشکیلات تروریستی قرار داد که در سال ۱۳۹۶ نام وی به صورت رسمی از این فهرست حذف شد.

## زندگی شخصی
محی‌الدین کبیری متاهل است و ۶ فرزند دارد.